# Katrijn van Riet
Katrijn van Riet (Ukkel, 27 februari 1971) is een Belgisch Vlaams-nationalistisch politica voor de N-VA.

## Biografie
Van Riet voltooide in 1993 een licentie in de oriëntalistiek, optie sinologie aan de Katholieke Universiteit Leuven en volgde er in 1996-1997 tevens een postgraduaat in de bedrijfskunde. Ze ging aan de slag in de recyclingindustrie; van 1994 tot 2007 als account manager bij het afvalverwerkingsbedrijf Shanks en van 2007 tot 2022 als sales manager bij het afvalverwerkingsbedrijf SITA. Nadien was ze tot in 2025 aankoopmanager bij de papierfabriek Stora Enso in de Gentse Kanaalzone.
Ze werd politiek actief voor de N-VA en kwam voor het eerst op bij de gemeenteraadsverkiezingen van oktober 2018 in haar woonplaats Westerlo. Ze werd niet rechtstreeks verkozen, maar doordat enkele N-VA-verkozenen besloten om aan hun mandaat te verzaken, kon ze begin 2019 alsnog zitting nemen als gemeenteraadslid. In oktober 2024 raakte van Riet herkozen.
Bij de federale verkiezingen van juni 2024 bekleedde Katrijn van Riet de tweede opvolgersplaats op de N-VA-lijst in de kieskring Antwerpen. Sinds februari 2025 zetelt ze effectief in de Kamer van volksvertegenwoordigers ter vervanging van premier Bart De Wever.